# 上田藍
上田藍（日语：／ Ueda Ai，1983年10月26日—），日本三項鐵人運動員，曾代表國家參加2008年北京奧運的女子三項鐵人比賽、2012年倫敦奧運女子三項鐵人比賽和2016年里約奧運女子三項鐵人比賽，三次都未能獲獎。